# Sistema immunitari adaptatiu

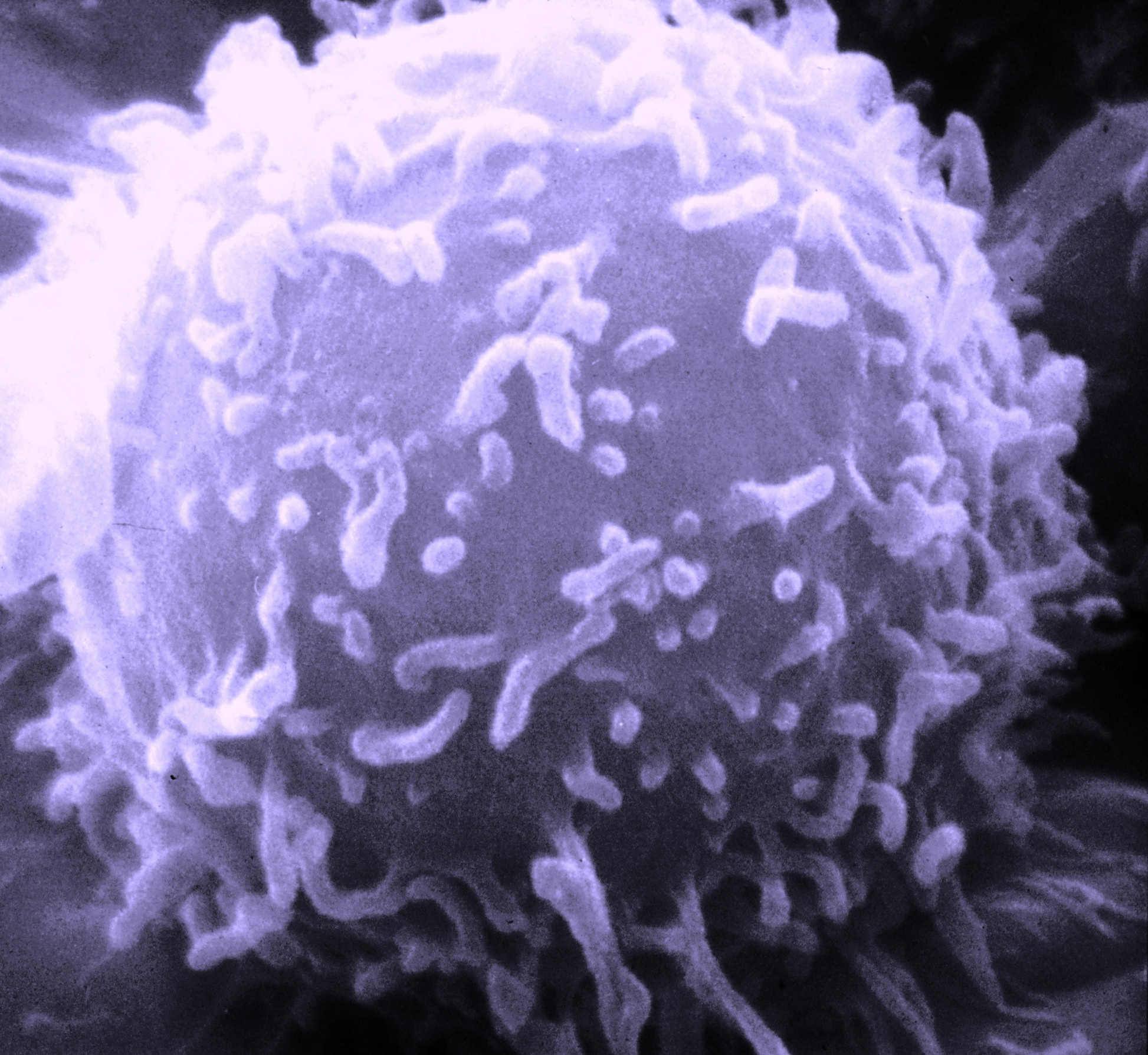
Una imatge al microscopi electrònic de rastreig d'un limfòcit humà individual.

El sistema immunitari adaptatiu es compon de cèl·lules i processos sistèmics altament especialitzats que eliminen o eviten les amenaces de patògens. Es creu que aparegué amb els primers vertebrats mandibulats. El sistema immunitari adaptatiu o específic és activat pel sistema immunitari innat, no específic i evolutivament més antic. El sistema immunitari innat, en canvi, és el principal sistema de defensa contra els patògens en gairebé tota la resta d'éssers vius.
La resposta immunitària adaptativa forneix al sistema immunitari vertebrat la capacitat de reconèixer i de recordar patògens específics (generant immunitat, i d'oferir respostes més potents cada cop que el patogen és retrobat. És una immunitat adaptativa perquè el sistema immunitari del cos es prepara per amenaces futures.
El sistema és altament adaptable gràcies a la hipermutació somàtica (un procés de mutacions somàtiques accelerades) i la recombinació V(D)J (una recombinació genètica irreversible de segments de gens dels receptors d'antigen). Aquest mecanisme permet que un nombre reduït de gens produeixi una immensa quantitat de receptors d'antigen diferents, que aleshores són expressats de manera única a cada limfòcit individual. Com que la recombinació genètica comporta un canvi irreversible en l'ADN de cada cèl·lula, tota la descendència d'aquesta cèl·lula heretarà els gens que codifiquen la mateixa especificitat de receptors, incloent-hi els limfòcits B de memòria i els limfòcits T de memòria, que són la clau de la immunitat específica permanent.